# Associazione Svizzera Inquilini
L'Associazione Svizzera Inquilini, anche nota come ASI (in tedesco Schweizerischer Mieterinnen- und Mieterverband, in francese Association suisse des locataires), è un'organizzazione che rappresenta gli interessi dei locatari e che si occupa di questioni innerenti la qualità della vita e degli alloggi, offrendo allo scopo dei servizi di consulenza legale. È presente nelle tre regioni linguistiche del Paese: Mieterinnen- und Mieterverband Deutschschweiz (MVD), L'Association suisse des locataires in Svizzera romanda (ASLOCA Romande) e l'Associazione Svizzera Inquilini in Ticino (ASI). Ha anche un ufficio a Berna che si occupa di politica nazionale in materia di diritto di locazione.
Le 20 sezioni cantonali rappresentano oltre 230 000 soci e sono organizzate in modo indipendente. Dal punto di vista giuridico, si tratta di un'associazione privata senza scopo di lucro, finanziata esclusivamente da donazioni e dalle quote d’iscrizione.

## Storia

### Fondazione
Nel 1891, a causa della grande penuria di alloggi, a Basilea e a Zurigo furono costituite le prime organizzazioni di locatari sul modello tedesco. In questo contesto, un ruolo di particolare rilievo fu svolto dalle inchieste sugli alloggi, come quella condotta da Karl Bücher a Basilea nel 1889, che documentavano le condizioni abitative disastrose nei quartieri operai delle città. La creazione di queste associazioni era intesa inoltre come una risposta alla costituzione delle Federazioni dei proprietari di immobili, avvenuta alcuni anni prima.
Nel 1915 l'organizzazione dei locatari fondata a Ginevra convocò un congresso svizzero della categoria a Bienne, dove nacque l'odierna Associazione Svizzera Inquilini (ASI). Benché il comitato centrale avesse sede a Zurigo, ai fini dell'attività dell'associazione rimase decisivo il ruolo delle sezioni cittadine o regionali, complessivamente 27 nel 2005.
Ai propri aderenti le associazioni di inquilini offrivano vari servizi: nei primi anni, per esempio, la vendita di combustibili a prezzi convenienti. Restano molto importanti ancora oggi la consulenza giuridica gratuita in materia di locazione e la protezione giuridica in varie sedi, come le autorità di conciliazione e i tribunali.

### Rivendicazioni
Rivendicazioni centrali furono, fin dagli inizi, un'efficace protezione dei locatari e un diritto di locazione favorevole alla categoria. Gli obiettivi concreti menzionati nei diversi statuti, risalenti ad annate differenti, comprendono fra l'altro la creazione di cooperative edilizie e abitative, anche statali, un'azione di controllo sulla controparte dei proprietari di case e l'istituzione di uffici statali di conciliazione e di controllo. Le organizzazioni di inquilini si adoperarono per un'equa ripartizione dei costi come quelli dell'illuminazione pubblica, delle spese di riparazione negli anni 1930-1940, delle opere di protezione antiaerea negli anni 1950-1960, negli anni 1970-1980 si opposero a tentativi di allentare le norme sulla protezione dei locatari ed esortarono la categoria a rivendicare collettivamente pigioni meno care, reagendo così alle riduzioni dei tassi ipotecari negli anni 1990-2000.
Nel 1970 fu respinta di misura un'iniziativa volta a introdurre nella Costituzione federale un "diritto all'alloggio", ancora oggi non previsto. Negli anni 1980-90 e 1990-2000 le occupazioni di case compiute dall'ala più estrema del movimento degli inquilini, non rappresentata a livello parlamentare, provocarono tensioni in alcune sezioni. In campo politico le organizzazioni dei locatari cercano di introdurre sul piano costituzionale una protezione efficace della categoria, attraverso interventi parlamentari e iniziative popolari federali e lavorando in collaborazione soprattutto con sindacati e partiti di sinistra.
L'iniziativa sulla protezione degli inquilini, presentata nel 1982, venne successivamente ritirata per privilegiare una controproposta diretta, accettata nel 1986: su quest'ultima si basa il diritto di locazione in vigore dal 1990, che protegge dagli abusi in materia di disdette e di prezzi. A chi chiedeva affitti a prezzi di mercato l'ASI contrappose, nel 1997, l'iniziativa popolare "per delle pigioni corrette", bocciata nel 2003. Anche la proposta di una modifica del Codice delle obbligazioni in favore dei locatari è stata respinta nel 2004.

## Attività
L'immagine dell'ASI è cambiata nel corso degli anni. Mentre in passato le sue attività si concentravano principalmente sui diritti degli inquilini, l'ASI si posiziona oggi anche come centro di competenza nazionale per le questioni relative all'alloggio e alla qualità della vita in Svizzera. Il servizio gratuito per i soci di consulenza legale sulle questioni legate alla locazione è una delle attività principali dell'associazione degli inquilini. Le associazioni/sezioni locali forniscono anche rappresentanti che accompagnano gli inquilini presso le commissioni cantonali di conciliazione e i tribunali per le controversie sul diritto di locazione. 